# Bergskogsflatnäbb
Bergskogsflatnäbb (Rhynchocyclus fulvipectus) är en fågel i familjen tyranner inom ordningen tättingar.

## Utseende
Bergskogsflatnäbben är en oansenlig tyrann med mycket bred näbb vid roten. Ovansidan är olivgrön, bröstet gulbrunt och buken gul. Vidare har den en grå ring runt ögat och bruna inslag i vingarna. Den liknar både kustflatnäbb och de båda olivflatnäbbarna, men det gulbruna bröstet avviker. 

## Utbredning och systematik
Fågeln förekommer i Anderna i Colombia och västligaste Venezuela till västra Bolivia. Den behandlas som monotypisk, det vill säga att den inte delas in i några underarter.

### Familjetillhörighet
Arten placeras traditionellt i familjen tyranner. DNA-studier visar dock att Tyrannidae består av fem klader som skildes åt redan under oligocen, pekar på att de skildes åt redan under oligocen, varför vissa auktoriteter behandlar dem som egna familjer. Bergskogsflatnäbb med släktingar placeras då i Pipromorphidae.

## Levnadssätt
Bergskogsflatnäbb förekommer fåtaligt i bergsbelägna molnskogar. Där påträffas den sittande förhållandevis lågt, ibland i skogsbryn. Fågeln kan slå följe med kringvandrande artblandade flockar.

## Status och hot
Arten har ett stort utbredningsområde, men tros minska i antal, dock inte tillräckligt kraftigt för att den ska betraktas som hotad. Internationella naturvårdsunionen IUCN listar arten som livskraftig (LC).